# 2007 год в истории железнодорожного транспорта
2007 год в истории железнодорожного транспорта

## События

### В России
- 13 августа произошла авария поезда «Невский экспресс».
- Открыта узкоколейная железная дорога на Южном входном моле Калининградского морского канала.
- Закрыта Висимо-Уткинская узкоколейная железная дорога.

### В мире
- 16 января — в Индонезии сошёл с рельсов пассажирский поезд, погибли не меньше пяти человек, около ста ранены. Пассажирский состав шёл из города Соло в Джакарту. Предположительно, причиной произошедшего стало то, что поезд был переполнен пассажирами.[1]
- 7 февраля — на встрече в Тбилиси, президент Грузии Михаил Саакашвили, премьер-министр Турции Реджеп Эрдоган и президент Азербайджана Ильхам Алиев подписали соглашение о начале строительства международной железнодорожной линии Карс — Тбилиси — Баку.
- 3 апреля — во время испытаний укороченный состав типа TGV POS развил скорость 574,8 км/ч на новой линии LGV EST. Испытания проводились в рамках совместного проекта Alstom и SNCF.[2].
- 7 июня — в Англии прошли испытания первого в Европе поезда на экологичном биодизельном топливе. Первый в Европе поезд на экологичном биодизельном топливе отправился в свой первый рейс из Лондона в Лландидно.[3]
- 13 июня — в Индии произошло крушение пассажирского поезда, погибли два человека, около 40 получили ранения. Поезд следовал из города Вишакхапатнам в штате Андхра-Прадеш в город Хаура в штате Западная Бенгалия.[4]
- 2 августа — в Демократической Республике Конго сошёл с рельс грузовой поезд, следовавший по маршруту Илебо-Кананга. При аварии погибли 100 пассажиров, которые забрались на поезд без ведома сотрудников железнодорожного агентства[5].
- 6 октября — на Кубе поезд протаранил автобус. 28 человек погибли, 70 ранены. Катастрофа произлошла на юго-востоке страны, в 800 километрах к юго-востоку от Гаваны.[6]
- 19 декабря — на востоке Франции, в департаменте Эн, скоростной поезд TGV сообщением Париж — Женева столкнулся на переезде с тяжёлым грузовиком. Водитель грузовика погиб, пострадали 25 пассажиров поезда.[7]
- 19 декабря — в Пакистане в районе города Мерабпур провинции Синд сошли с рельсов 12 из 16 вагонов скоростного пассажирского поезда, следовавшего из Карачи в Лахор. В результате аварии 58 человек погибли, более 120 получили ранения[5].
- Завершено строительство железной дороги Чарск — Усть-Каменогорск Казахстанской железной дороги.

## Новый подвижной состав
- 20 июля — в Германии (Крефельд-Юрдинген) на заводе немецкого концерна Siemens AG состоялась торжественная церемония запуска производства первого высокоскоростного электропоезда Velaro RUS.
- 31 июля — в Японии создан первый в мире поезд с гибридным дизельно-электрическим двигателем. Принцип работы смешанного мотора не отличается от автомобильных аналогов — поезд бесшумно движется за счёт электричества при разгоне и торможении, а на дизельное топливо переходит на скорости от 30 км/ч.[8]

## Персоны

### Скончались
- 10 апреля — Николай Семёнович Конарев, доктор технических наук, профессор, академик, вице-президент Академии транспорта Российской Федерации, пожизненный член Президиума Международной ассоциации железнодорожных конгрессов, почётный президент Международной академии транспорта, президент Общества дружбы народов России и Финляндии. Один из самых знаменитых министров путей сообщения СССР.